# Kate Deines
Kathleen Ann „Kate“ Deines (* 17. September 1989 in Portland, Oregon) ist eine ehemalige US-amerikanische Fußballspielerin, die zuletzt bis 2015 beim 1. FFC Turbine Potsdam unter Vertrag stand.

## Karriere
Von 2007 bis 2009, sowie erneut im Jahr 2012 nach Abschluss ihres Studiums an der University of Washington, spielte Kathleen „Kate“ Deines für den W-League-Teilnehmer Seattle Sounders Women. Im Sommer 2012 lief sie gemeinsam mit ihrer Sounders-Teamkameradin Veronica Perez beim isländischen Erstligisten UMF Stjarnan auf, mit dem sie den Pokalsieg feiern konnte. Anfang 2013 wurde Deines als sogenannter Free Agent vom Seattle Reign FC verpflichtet. Ihr Ligadebüt gab sie am 14. April 2013 gegen die Chicago Red Stars. Im September 2014 wechselte Deines für eine Saison zum deutschen Bundesligisten 1. FFC Turbine Potsdam und beendete im April 2015 ihre aktive Karriere. Somit zerschlug sich auch ein im November 2014 bereits als perfekt gemeldeter Transfer zum amtierenden NWSL-Meister FC Kansas City.
Nach ihrer Sportlerlaufbahn betätigte sie sich als Finanzberaterin.

### Nationalmannschaft
Deines war im Jahr 2011 Mitglied der US-amerikanischen U-23-Nationalmannschaft.

## Erfolge
- 2012: Isländischer Pokalsieger (UMF Stjarnan)